# Iniciativa dos Três Mares
A Three Seas Initiative - Iniciativa dos Três Mares - também conhecida como Iniciativa do Báltico, Adriático, Mar Negro (BABS), ou simplesmente os Três Mares, é um fórum de doze estados da União Europeia, localizados na Europa Central e Oriental. A área combinada conecta o Mar Adriático, o Mar Báltico e o Mar Negro. A Iniciativa visa criar um diálogo regional baseado em intermarium sobre várias questões que afetam os Estados membros. Os doze membros se reuniram para sua primeira cúpula em 2016, em Dubrovnik.
A Iniciativa dos Três Mares possui doze estados membros ao longo de um eixo norte-sul do Mar Báltico ao Mar Adriático e ao Mar Negro: Áustria, Bulgária, Croácia, República Tcheca, Estônia, Hungria, Letônia, Lituânia, Polônia, Romênia, Eslováquia e Eslovênia.

## História
A iniciativa realizou sua primeira cúpula em Dubrovnik, de 25 a 26 de agosto de 2016. O evento de dois dias terminou com uma declaração de cooperação em questões econômicas, particularmente no campo da energia, bem como na infraestrutura de transporte e comunicações. O presidente da Polônia, Andrzej Duda, chamou a iniciativa de "um novo conceito para promover a unidade e a coesão da Europa. É uma ideia de cooperação entre 12 países localizados entre os mares Adriático, Báltico e Negro, os três mares da Europa Central". Entre os oradores convidados estiveram o Assistente Ministerial Chinês para Relações Exteriores, Liu Haixing, que falou sobre a interconexão com a Iniciativa do Cinturão e Rota do governo chinês, e o ex-Conselheiro de Segurança Nacional dos EUA, General James L. Jones, que enfatizou o papel da iniciativa no desenvolvimento e segurança europeus.
A segunda cúpula da iniciativa foi realizada de 6 a 7 de julho de 2017 em Varsóvia. O presidente dos EUA, Donald Trump, participou da cúpula. Os países participantes concordaram por unanimidade em criar um Fórum Empresarial dos Três Mares.
A terceira cúpula da iniciativa ocorreu de 17 a 18 de setembro de 2018 em Bucareste. Os participantes aprovaram uma lista de projetos prioritários de interconexão nas três áreas principais - transporte, energia e digital. O presidente da Comissão Europeia, Jean-Claude Juncker, o ministro das Relações Exteriores da Alemanha, Heiko Maas, e o secretário de Energia dos EUA, Rick Perry, participaram da cúpula como convidados. A primeira edição do Fórum de Negócios foi organizada neste momento. A Rede 3SI de Câmaras de Comércio foi criada e a Carta de Intenções em relação ao estabelecimento do Fundo de Investimento Three Seas foi assinada aqui.

### Cimeiras
|    | Encontro                  | Localização          | Líder de hospedagem      | Notas |
| -- | ------------------------- | -------------------- | ------------------------ | --- |
| 1º | 25–26 de agosto de 2016   | Dubrovnik, Croácia   | Kolinda Grabar-Kitarović | [ 12 ] [ 13 ] |
| 2º | 6-7 de julho de 2017      | Varsóvia, Polônia    | Andrzej Duda             | O presidente dos EUA, Donald Trump, participou |
| 3º | 17-18 de setembro de 2018 | Bucareste, Romênia   | Klaus Iohannis           | O presidente da Comissão da UE, Jean-Claude Juncker, o ministro das Relações Exteriores da Alemanha, Heiko Maas, e o secretário de Energia dos EUA, Rick Perry, compareceram |
| 4º | 5-6 junho 2019            | Liubliana, Eslovênia | Borut Pahor              | Participaram o presidente da Comissão da UE, Jean-Claude Juncker, o presidente alemão Frank-Walter Steinmeier e o secretário de Energia dos EUA, Rick Perry .                |
| 5º | 19-20 de outubro de 2020  | Tallinn, Estônia     | Kersti Kaljulaid         | [ 19 ] |

## Projetos

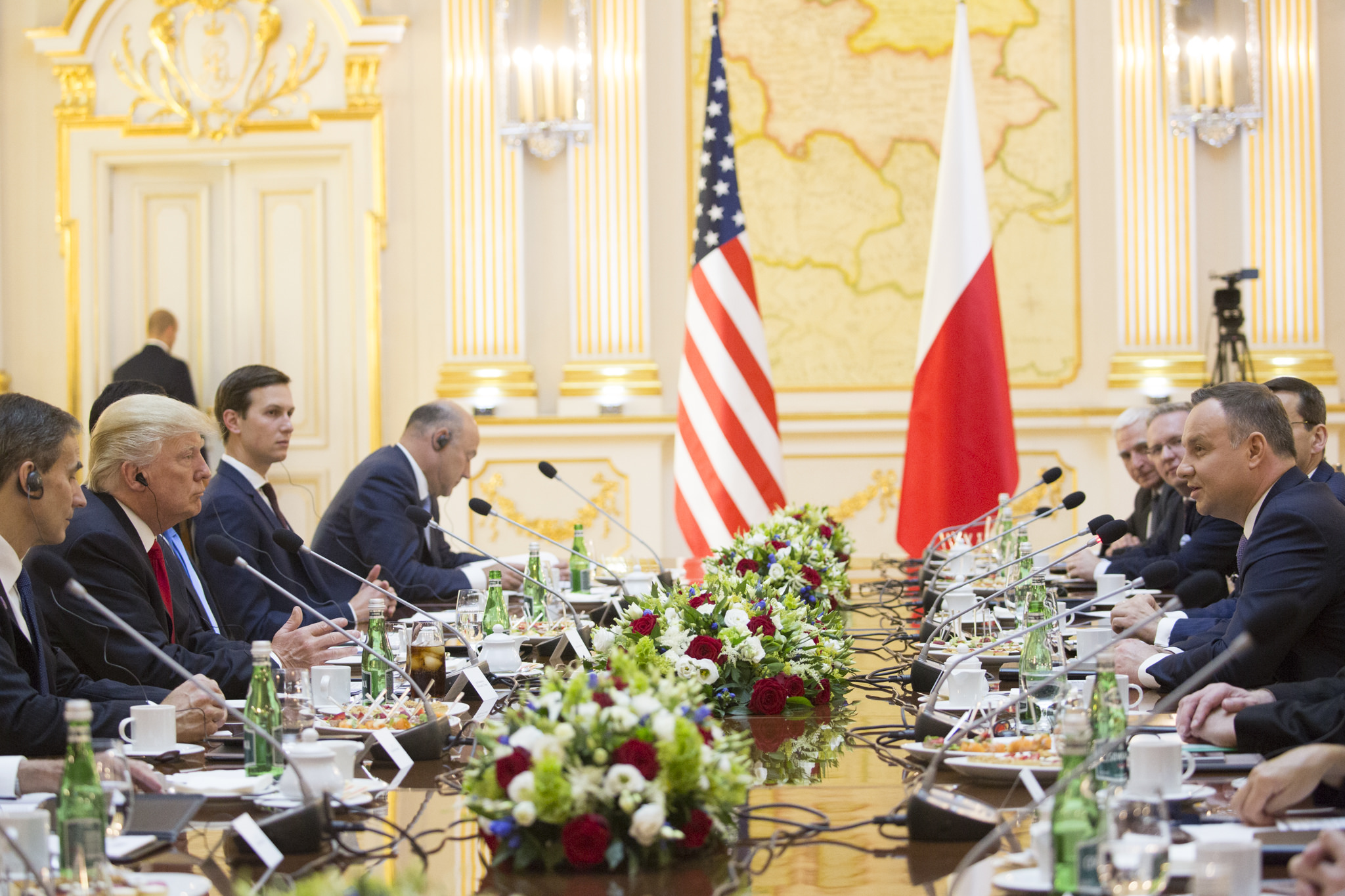
Visita de Donald Trump à Polônia, julho de 2017

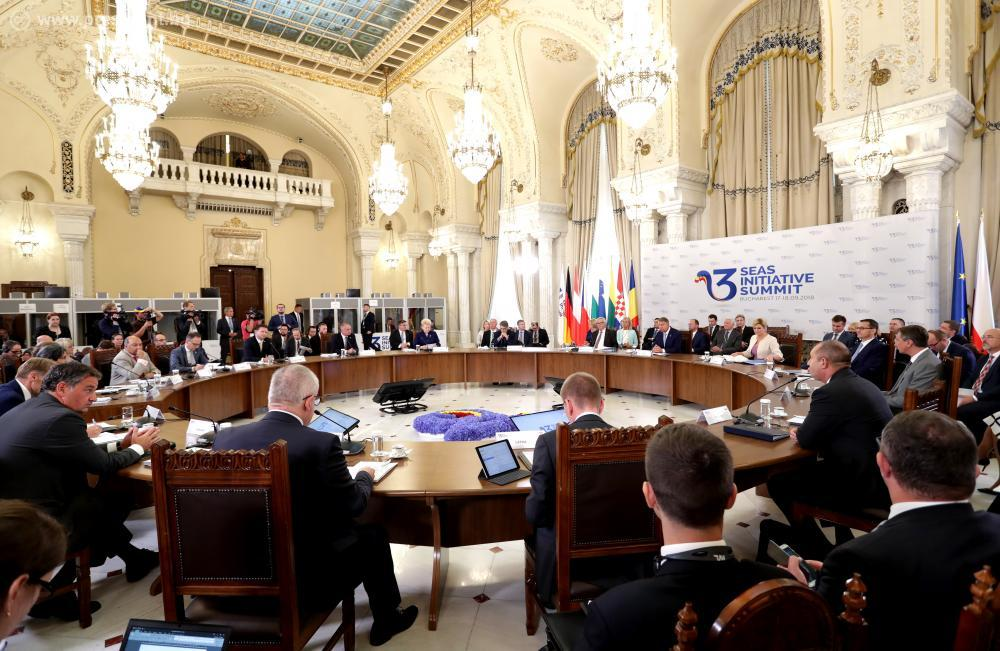
Cúpula dos Três Mares de 2018 em Bucareste

A iniciativa está intimamente relacionada a dois grandes projetos de infraestrutura na região:
- uma estrada norte-sul " Via Carpathia ", que liga Klaipėda, na Lituânia, a Salónica, na Grécia
- Infraestrutura de gás natural liquefeito, com terminais marítimos na Polônia e Croácia e um gasoduto de conexão

Outros projetos são as conexões ferroviárias Corredor Báltico-Adriático, Via Baltica, Rail Baltica e Rail Rail Freight Corridor  .

### Fundo de Investimento Three Seas
As duas instituições fundadoras iniciais da Polônia e da Romênia se comprometeram a efetuar pagamentos no valor de mais de 500 milhões de euros. O Fundo está aberto a outros países dos Três Mares, que poderão se associar após a obtenção das autorizações apropriadas. O Conselho de Supervisão do Fundo é composto por representantes de bancos de desenvolvimento da Polônia, Romênia, Letônia (* referência necessária) e República Tcheca.
Em 2019, o Bank Gospodarstwa Krajowego e o Export-Import Bank da Romênia  assinaram o ato fundador do Fundo de Investimento da Three Seas Initiative. O fundo deve se concentrar em projetos que criam infraestrutura de transporte, energia e digital na região dos Três Mares. Investidores privados de fundos de pensão, fundos de investimento privado e outras entidades também serão convidados para o fundo. O objetivo é levantar até 3-5 bilhões de euros.
O Fundo envolver-se-á, numa base comercial, em projetos de infraestrutura com um valor total de até 100 bilhões de euros , enquanto as necessidades da região dos Três Mares foram estimadas em mais de 570 bilhões de euros. O fundo deve ativar outras fontes de financiamento, como recursos de países individuais da região ou fundos da UE.
Antes da Cúpula de Tallinn em 2020, o Secretário de Estado dos EUA, Mike Pompeo, prometeu um bilhão de dólares em financiamento para o Fundo de Investimento.